# Озерна (станція метро)
55°40′14″ пн. ш. 37°26′58″ сх. д. / 55.670448° пн. ш. 37.449525° сх. д.
«Озерна» (рос. Озёрная) — станція Солнцевської лінії Московського метрополітену. Відкрита 30 серпня 2018 року у складі черги Раменки — Рассказовка

## Конструкція
Колонна двопрогінна станція мілкого закладення (глибина закладення — 25 м) з острівною платформою.

## Колійний розвиток
Станція без колійного розвитку.

## Розташування та вестибюлі
Станція розташована уздовж Мічурінського проспекту на розі з Нікулінською вулицею та Проектованим проїздом № 1980 (продовження Рябинової вулиці). Станція має два підземних вестибюлі, виходи з південно-західного вестибюля ведуть на північну частину Мічурінського проспекту і на Озерну площу.
25 лютого 2025 року на станції Озерна відкритий новий вихід у підземному переході північного вестибюля, який веде на 1-й поверх ТЦ «Латаття» (рос. «Кувшинка»).

## Пересадки
- Автобуси: м16, м17, с17, 66, 120, 187, 226, 261, 329, 330, 374, 459, 520, 610, 622, 630, 667, 688, 699, 718, 752, 785, 793, 807, 830, 883, 950, 983, н11

## Оздоблення
На стелі, колійних стінах і звернених до них гранях колон розташовані багатошарові металеві панелі з пористим заповненням і шліфованою нейтрального сірого кольору, частина стін вестибюлів виконана з об'ємного глазурованого керамічного каменю тих же тонів. На синьо-зеленому тлі зображена водна рослинність, зокрема, латаття, і відблиски на воді. В обробці станції використані граніт, металокерамічні плити і нержавіюча сталь.